# Lars Leksell
Lars Leksell (Fassberg Parish, 23 novembre 1907 – svizzera, 12 gennaio 1986) è stato un medico svedese specializzato in neurochirurgia.
Fu pioniere della Radiochirurgia stereotassica e inventore dell'apparecchiatura Gamma Knife che utilizza i raggi gamma per trattare i tumori cerebrali.

## Biografia
Nel 1935, Leksell completò i suoi studi di medicina presso il Istituto Karolinska e nello stesso anno iniziò la specializzazione in neurochirurgia sotto la guida del Dott. Herbert Olivecrona presso il Serafimer Hospital di Stoccolma. Successivamente si spostò a Lund per poi fare ritorno a Stoccolma nel 1960, tappe fondamentali per la sua vita e quella della sua famiglia. Sposato con Ludmila Soubotian, da cui avrà 4 figli e una figlia, Lars, Dan, Helene, Laurent e Bobby.
Nel novembre del 1939, si propose come neurochirurgo volontario durante guerra d'Inverno finlandese in Karelia, nel momento in cui la Finlandia venne attaccata dall'Unione Sovietica. Fu proprio in quell'occasione che la sua squadra si affiatò: insieme riuscivano ad operare su 24 lesioni al cranio in 24 ore. Leksell ebbe anche modo di mostrare la sua mente creativa nella costruzione del "rongeur" per rimuovere con più efficacia la presenza di schegge situate in prossimità del midollo spinale.
Nel 1941 si unisce al professor Ragnar Granit, Premio Nobel per la medicina nel 1967, presso l'istituto di neurofisiologia dove presentò la sua tesi su "le fibre nervose gamma" nel 1945. Leksell, lavorando con Granit e Skoglund, descrisse il fenomeno delle "sinapsi artificiali" causato da una pressione applicata su un nervo che provocava nevralgia, in particolar modo del trigemino. Nel 1946 diviene il dirigente della nuova unità di neurochirurgia e nel 1958 professore di chirurgia presso l'università di Lund. Fu presso il Istituto Karolinska che, nel 1960, gli viene assegnata la cattedra di neurochirurgia succedendo al suo maestro Dott. Herbert Olivecrona, che fu il fondatore nel 1920. Nello stesso momento divenne primario del reparto di neurochirurgia presso il Serafimer Hospital. Leksell muore nel 1986 a 78 anni durante una passeggiata sulle alpi svizzere.

## Studi
Uno dei primi studi che Leksell conduce riguarda lo sviluppo dell'elettronistagmografia, sviluppando la sua tesi sul controllo muscolare e sui motoneuroni gamma, ottenendo così i suoi primi risultati e le sue prime soddisfazioni scientifiche. Nel 1949 sviluppa il suo "arc centered stereotactic frame" basato su un sistema di coordinate cartesiane, in contrasto con i progetti di Wycis e Spiegel, i quali proposero, rispettivamente, un apparato ortogonale e rettangolare. Fin dall'inizio della sua carriera, Leksell fu sempre interessato alla chirurgia stereotassica, sviluppando le sue teorie su quest'ultima nel corso degli anni.
Nello stesso anno, Leksell descrisse un apparato stereotassico per la chirurgia intracerebrale su esseri umani.
Nel 1951 Leksell e Larsson svilupparono il concetto di radiochirurgia ed impiegarono per la prima volta i raggi gamma facendo in modo che colpissero piccole e diverse aree malate del cervello; da qui il nome della prima tecnica: "Ray Knife".
Nel 1968 Leksell brevettò un apparecchio speciale conosciuto come Gamma Knife. Egli descrisse il suo progetto in una pubblicazione che risale al 1949.
Dedicò il resto dei suoi giorni a questo strumento cambiando e revisionando ogni suo piccolo particolare, con lo scopo di renderlo il più pratico possibile, restando fedele, però, all'architettura semicircolare.
Lars ricevette onori e riconoscimenti da tutto il mondo; conosceva la famiglia reale svedese, fu un ricercato conferenziere e scienziato.

## Collaborazioni
La prima collaborazione con cui Leksell ebbe a che fare, fu il biologo Borjie Larsson. Essi furono i primi ad usare radiazioni elettromagnetiche provenienti da diverse direzioni, concentrandole in una piccola area malata del cervello. Questa tecnica fu applicata per la prima volta nel 1958. Il lavoro di Leksell portò a fargli valutare anche la possibilità di realizzare apparecchi che generassero ultrasuoni, sempre per la neurochirurgia. Il ricorso agli ultrasuoni venne subito benevolmente accolta dalla società medica degli anni 1940; i fratelli austriaci, Dussik, realizzarono un apparato in grado di riprodurre l'immagine del cervello umano e i ventricoli attraverso una tecnica di trasmissione che prendeva il nome di "hyperphonography". I primi risultati di queste immagini vennero pubblicato nel 1947 e stimolarono neurochirurghi ed ingegneri del Massachusetts Institute of technology di Boston, a sviluppare un progetto che permettesse di rilevare patologie intracraniche. Tuttavia, l'United States Atomic Energy Commission affermò che quel tipo di tecnica non era adeguata ad individuare patologie del cervello.
Leksell, intanto, già negli anni 1950, richiese la collaborazione di un vecchio neurochirurgo, Kelvin Hughes, con la speranza di individuare un metodo rapido e non invasivo che fosse in grado di localizzare emorragie intracraniche; tuttavia questa collaborazione non andò a buon fine.
Tre anni dopo, Leksell incontrò presso l'Ospedale universitario di Lund, due giovani scienziati, un cardiologo, Inge Edler ed uno studente appena laureato in fisica, i quali avevano cercato di dimostrare come gli ultrasuoni potessero essere perfettamente impiegati per monitorare il cuore. Leksell si fece prestare l'apparecchio, che mise in pratica nel 1954 durante un'operazione di emergenza.
Un altro nome poco conosciuto in questo scenario di chirurgia stereotassica, è quello di Bengt Jernberg. Bengt divenne l'uditore preferito da Leksell. Non era un uomo di tante parole, soprattutto "svedesi", la scarsa conoscenza della lingua, enfatizzava ancora di più la sua scarsa loquacità e riservatezza. "Lars was the dreamer, and Bengt was the creator". Dai modi molto pazienti e rassicuranti, ma a volte inflessibili, deciso e pronto quando all'ultimo minuto gli veniva richiesto di revisionare o anche di modificare quegli strumenti che avevano creato..

## Gamma Knife

### Struttura e prime applicazioni
Si tratta di un dispositivo stereotassico dotato di più fonti radioattive di cobalto-60 ed è dedicato esclusivamente alla radiochirurgia. Oggi, la tecnica di Leksell è usata come trattamento efficace per molte condizioni come lo schwannoma vestibolare (primo intervento chirurgico eseguito al Karolinska nel 1969), tumori ipofisari (anch'essi già nel 1969), malformazioni artero-venosa (nel 1970) craniofaringiomi, meningiomi (nel 1976), metastasi e tumori della base del cranio (nel 1986), e tumori cerebrali primari. Il Gamma Knife è prodotto dalla Elekta Instruments AB (elekta), una società svedese che attrezzature per la chirurgia stereotassica e radiochirurgia in base alle invenzioni di Lars Leksell e fu fondata da lui e da suo figlio, Laurent Leksell, nel 1972.
Lars Leksell fu considerato un mentore per un certo numero di altri importanti neurochirurghi, tra cui L. Dade Lunsford, che fondò il primo centro negli Stati Uniti di Gamma Knife presso l'Università di Pittsburgh e l'università di Stanford. Anche il professor John R. Adler, l'inventore del Cyberknife collaborò con lui.
La chirurgia tramite Gamma Knife è una tecnica estremamente diffusa per il trattamento di una specifica area delimitata del cervello, chiamata "bersaglio". La particolarità di questa tecnica è che non viene praticata alcuna incisione sulla parte interessata, ma ad agire è un fascio di raggi gamma estremamente preciso (la radiochirurgia tramite il Gamma Knife). Il Dr. Leksell ritenne che dosi molto precise di radiazioni potrebbero essere concentrate su un bersaglio nel cervello ed essere efficaci come l'uso di un bisturi nelle mani di un neurochirurgo. Per fare questo, venne sviluppato un "telaio" al fine di tenere la testa del paziente immobile e in modo sicuro durante la procedura e fornire un quadro di riferimento per l'individuazione di un luogo specifico nel cervello.
È inoltre provvisto di un sistema di irraggiamento che permettesse di divergere i raggi x. Grazie a questa divergenza il sistema è in grado di produrre cerchi concentrici e spirali, in modo tale da colpire la zona interessata il più precisamente possibile. A differenza delle altre invenzioni o degli altri studi di Leksell, questa venne difficilmente accettata dai chirurghi, dal momento che prevedeva un sistema estremamente difficile da comprendere.
Lo standard Gamma Knife è formato da una cornice di coordinate di alluminio di forma rettangolare, isolata ai quattro angoli per una maggiore compatibilità ai forti campi magnetici. Questa struttura è fissata al cranio e abbraccia la faccia anteriormente sviluppandosi posteriormente lungo la parte cervicale e lungo la spina dorsale. Il fissaggio è garantito da quattro viti, che fungono da ancoraggio dello strumento alla testa, sulla quale, preventivamente vengono praticati dei fori. L'altezza delle vite e la loro posizione o angolazione è variabile..

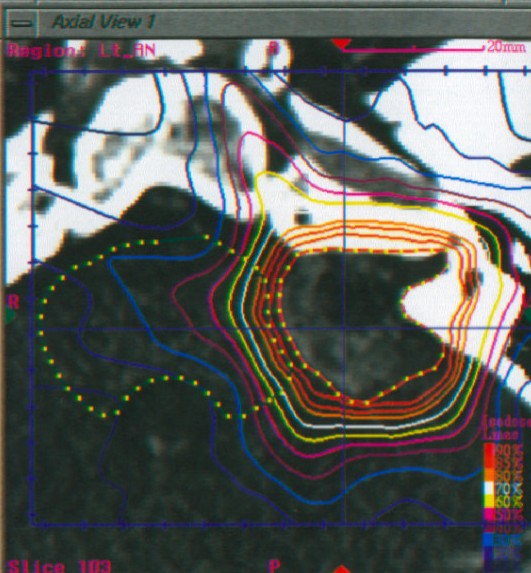
Piano di trattamento di un paziente.

Nel 1951, Leksell e Larsson iniziarono gli esperimenti di questa tecnica sugli animali per poi ad effettuare i primi trattamenti sulle persone. Leksell coniò il termine "radiochirurgia" per descrivere il suo concetto, poiché la tecnica differiva notevolmente da radioterapia convenzionale. La macchina è stata successivamente prodotta dalla società Elekta, fondata dal Leksell nel 1972. Quando nel 1980 le tecniche di imaging biomedico ebbero un forte sviluppo, i neurochirurghi furono in grado di localizzare con precisione i tumori cerebrali, e il concetto di radiochirurgia del dottor Leksell guadagnò un punto d'appoggio come trattamento del cancro.
Nel 1987 iniziò il lancio internazionale del Gamma Knife e la prima unità venne installata negli Stati Uniti a Pittsburgh. Durante il trattamento, 201 piccoli fasci di radiazioni gamma da una sorgente di cobalto-60 sono destinati a un bersaglio nel cervello. Una dose elevata di radiazioni viene concentrata sulla zona mirata e pochissime radiazioni vengono disperse alle normali strutture cerebrali circostanti.
La prima applicazione clinica documentata è stata nel 1948 per il trattamento di un craniofaringioma, trattato con un'iniezione di fosforo radioattivo. È negli anni 1940 che la neuroradiologia inizia ampiamente a svilupparsi, in particolar modo presso il Serafimer Hospital.

### Procedure
Il tumore viene generalmente trattato attraverso 2-3 sedute, in cui non è necessario il ricovero del paziente. Altissime dosi di radiazioni vengono focalizzate sulla parte interessata, non toccando i tessuti circostanti. L'operazione dura all'incirca 30 minuti. La frequenza delle sedute dipende dalle reazioni che il paziente presenta successivamente alla terapia. È presente, inoltre, una strumentazione capace di rilevare le frequenze respiratorie del paziente in modo tale da limitare eventuali movimenti (gating respiratorio).
Il corpo stereotassico viene creato su misura per il paziente, e sono presenti dei segni che aiutano a valutare la precisione.
Questa tecnica appare più veloce dell'intervento chirurgico, della chemioterapia e della radioterapia standard, sostitutiva, laddove le "classiche" terapie non abbiano avuto i risultati sperati.
Queste tecniche consentono di localizzare con estrema precisione la lesione neoplastica e pianificare il trattamento con il computer. Un simulatore TAC ad alta risoluzione che utilizza immagini a tagli fini, è usato per studiare il paziente e la collocazione del tumore. Successivamente queste scansioni vengono attentamente visionate per pianificare il trattamento nei minimi dettagli. I pazienti che si sottopongono alla Gamma Knife beneficiano di buone percentuali di successo e con un minor rischio di complicanze.
Ci sono evidenti vantaggi per la radiochirurgia compresa la sua natura non invasiva, il suo tempo di recupero immediato, la conservazione del normale tessuto encefalico circostante, e il suo valore come alternativa per i pazienti incapaci o non disposti a sottoporsi ad intervento chirurgico.

## Opere
- Leksell L.: A stereotaxic apparatus for intracerebral surgery. Acta Chir Scand, 1949.
- Leksell L.: The stereotaxic method and radiosurgery of the brain. Acta Chir Scand, 1951.
- Leksell L.: Some principles and technical aspects of stereotaxic surgery. In Knighton RS and Dumke PR editors, 1966.
- Leksell L.: Stereotaxic radiosurgery in trigeminal neuralgia. Acta Chir Scand, 1971.
- Leksell L.: A note on the treatment of acoustic tumours. Acta Chir Scand, 1971.
- Leksell L.,Backlund EO, Joahnsson L.: Treatmaent of craniopharyngiomas. Acta Chir Scand, 1972.
- Leksell L., Stereotactic Radiosurgery, Journal Of Neurology Neurosurgery And Psychiatry 1983;
- Leksell L., Herner T., Leksell D., Persson B., Lindquist C., Visualization Of Stereotatic Radiolesions By Nuclear Magnetic-Resonance, Journal Of Neurology Neurosurgery And Psychiatry 1985.
- Leksell L., Lindquist C., Adler Jr, Leksell D., Jernberg B., Steiner L., A New Fixation Device For The Leksell Stereotaxic System, Journal Of Neurosurgery 1987.
- Leksell L.: Brain Fragments in radiosurgery. In Steiner L.,editor, 1992.
- Lindquist C, Kihlström L.:Department of Neurosurgery, Karolinska Institute: 60 years, Neurosurgery. 1996 Nov
- Lunsford LD.:Lars Leksell. Notes at the side of a raconteur, Stereotact Funct Neurosurg. 1996-1997.
- Monaco EA, Grandhi R, Niranjan A, Lunsford LD.:The past, present and future of Gamma Knife radiosurgery for brain tumors: the Pittsburgh experience.
- Lasak, JM.: The History of Stereotactic Radiosurgery and Radiotherapy. Otolaryng Clincs of N.A. 2009
- Monaco EA, Grandhi R, Niranjan A, Lunsford LD.: The past, present and future of Gamma Knife radiosurgery for brain tumors: the Pittsburgh experience.Expert Rev Neurother. 2012 Apr.